# Episodi di The Further Adventures of Ellery Queen
La prima e unica stagione della serie televisiva The Further Adventures of Ellery Queen è andata in onda negli Stati Uniti dal 26 settembre 1958 al 5 giugno 1959 sulla NBC.
| nº | Titolo originale                 | Prima TV USA      |
| -- | -------------------------------- | ----------------- |
| 1  | The Glass Village                | 26 settembre 1958 |
| 2  | The King Is Dead                 | 3 ottobre 1958    |
| 3  | Ten Days of Wonder               | 10 ottobre 1958   |
| 4  | The Door Between                 | 17 ottobre 1958   |
| 5  | The Eighth Mrs. Bluebeard        | 24 ottobre 1958   |
| 6  | Cat of Many Tails                | 31 ottobre 1958   |
| 7  | Death Before Bedtime             | 7 novembre 1958   |
| 8  | Double, Double                   | 14 novembre 1958  |
| 9  | So Rich, So Lovely, So Dead      | 21 novembre 1958  |
| 10 | Diamond Studded Typewriter       | 5 dicembre 1958   |
| 11 | Four and Twenty to Live          | 12 dicembre 1958  |
| 12 | Paint the Town Black             | 19 dicembre 1958  |
| 13 | The Hollow Man                   | 26 dicembre 1958  |
| 14 | Bury Me Deep                     | 2 gennaio 1959    |
| 15 | The Jinn City Story              | 9 gennaio 1959    |
| 16 | Revolution                       | 16 gennaio 1959   |
| 17 | The Murder of Whistler's Brother | 23 gennaio 1959   |
| 18 | Death Liked It Hot               | 30 gennaio 1959   |
| 19 | The Hinnolity Story              | 6 febbraio 1959   |
| 20 | Chauffeur Disguise               | 20 febbraio 1959  |
| 21 | Shadow of the Past               | 27 febbraio 1959  |
| 22 | The Chemistry Set                | 6 marzo 1959      |
| 23 | Cartel for Murder                | 20 marzo 1959     |
| 24 | A Girl Named Daisy               | 27 marzo 1959     |
| 25 | The Paper Tigers                 | 3 aprile 1959     |
| 26 | The Lecture                      | 10 aprile 1959    |
| 27 | Confession of Murder             | 17 aprile 1959    |
| 28 | Castaway on a Nearby Island      | 24 aprile 1959    |
| 29 | The Curse of Aden                | 1º maggio 1959    |
| 30 | Dance Into Death                 | 15 maggio 1959    |
| 31 | Body of the Crime                | 29 maggio 1959    |
| 32 | This Murder Comes to You Live    | 5 giugno 1959     |

## The Glass Village
- Prima televisiva: 26 settembre 1958

### Trama
- Guest star: Andrew Duggan (Ferris Adams), David Opatoshu (John Kowalsyzk), Vaughn Taylor (giudice Shinn)

## The King Is Dead
- Prima televisiva: 3 ottobre 1958

### Trama
- Guest star: Torin Thatcher (King Bendigo), Ilona Massey (Karla Bendigo), Theodore Marcuse (Abel Bendigo), Richard Lupino (Judah Bendigo)

## Ten Days of Wonder
- Prima televisiva: 10 ottobre 1958

### Trama
- Guest star: John Lupton (Howard Van Horn), Virginia Gibson, John Dehner, Otto Kruger

## The Door Between
- Prima televisiva: 17 ottobre 1958

### Trama
- Guest star: Robert Lowery (Dr. McClure), Adrienne Marden (Eva)

## The Eighth Mrs. Bluebeard
- Prima televisiva: 24 ottobre 1958

### Trama
- Guest star: Jeanne Cooper (Gene Taylor), Gene Raymond (John Niles)

## Cat of Many Tails
- Prima televisiva: 31 ottobre 1958

### Trama
- Guest star: John Abbott (The Cat), Paul Langton (Lt. Peter Maas), Harry Dean Stanton (George Gilbert)

## Death Before Bedtime
- Prima televisiva: 7 novembre 1958

### Trama
- Guest star: Heather Angel (Mrs. Rhodes), Neil Hamilton (senatore Leander Rhodes), Karen Sharpe (Ellen Rhodes)

## Double, Double
- Prima televisiva: 14 novembre 1958

### Trama
- Guest star: Robert Armstrong, Luana Anders, Rhys Williams

## So Rich, So Lovely, So Dead
- Prima televisiva: 21 novembre 1958

### Trama
- Guest star: Eva Gabor, Thomas Gomez

## Diamond Studded Typewriter
- Prima televisiva: 5 dicembre 1958

### Trama
- Guest star: Olive Sturgess (Alice Anthony)

## Four and Twenty to Live
- Prima televisiva: 12 dicembre 1958

### Trama
- Guest star: Frank McHugh, Marcia Henderson (Jennifer Phillips)

## Paint the Town Black
- Prima televisiva: 19 dicembre 1958

### Trama
- Guest star: George Macready, Mala Powers, J. Carrol Naish

## The Hollow Man
- Prima televisiva: 26 dicembre 1958

### Trama
- Guest star: Frank Silvera (Sol), Murvyn Vye (Marco), John Goddard (Rocky)

## Bury Me Deep
- Prima televisiva: 2 gennaio 1959

### Trama
- Guest star: Joanne Linville, Richard Long, Patrick McVey

## The Jinn City Story
- Prima televisiva: 9 gennaio 1959

### Trama
- Guest star: Brian Keith, Peggie Castle, Vanessa Brown

## Revolution
- Prima televisiva: 16 gennaio 1959

### Trama
- Guest star: Gusti Huber, Kurt Kasznar

## The Murder of Whistler's Brother
- Prima televisiva: 23 gennaio 1959

### Trama
- Guest star: Shepperd Strudwick, Eduardo Ciannelli

## Death Liked It Hot
- Prima televisiva: 30 gennaio 1959

### Trama
- Guest star: Julie Bennett, Vivi Janiss, Anna Lee

## The Hinnolity Story
- Prima televisiva: 6 febbraio 1959

### Trama
- Guest star: Vanessa Brown

## Chauffeur Disguise
- Prima televisiva: 20 febbraio 1959

### Trama
- Guest star: Frankie Darro, Joan Hackett

## Shadow of the Past
- Prima televisiva: 27 febbraio 1959

### Trama
- Guest star: George Voskovec, Lili Darvas, Georgann Johnson, Joan Hackett, Robert Lansing

## The Chemistry Set
- Prima televisiva: 6 marzo 1959

### Trama
- Guest star: Ruth Warrick, Conrad Nagel, Jeff Donnell

## Cartel for Murder
- Prima televisiva: 20 marzo 1959

### Trama
- Guest star: Martin Balsam (Costa Starchos), Conrad Bain (Harmon), Michael Conrad (Charles)

## A Girl Named Daisy
- Prima televisiva: 27 marzo 1959

### Trama
- Guest star: Coe Norton (Scarlatti)

## The Paper Tigers
- Prima televisiva: 3 aprile 1959

### Trama
- Guest star: Alvin Epstein (Elwood Parker), Doretta Morrow (dottor Winifred Schneider), Nathaniel Frey (Tony Bevilacqua), Kimetha Laurie (Blind Girl), Paul Hartman (Bill Wilson), Nancy Carroll (Fanny Wilson), Lee Phillips (uomo)

## The Lecture
- Prima televisiva: 10 aprile 1959

### Trama
- Guest star: Judith Evelyn, Edna Best, Edward Andrews, Lee Philips

## Confession of Murder
- Prima televisiva: 17 aprile 1959

### Trama
- Guest star: Wayne Morris, Glenda Farrell, Scott Marlowe, Kay Medford

## Castaway on a Nearby Island
- Prima televisiva: 24 aprile 1959

### Trama
- Guest star: Leueen MacGrath (Serena Parrish Maxwell), Evelyn Ward (Vanessa Harvey), Thomas Hardie Chalmers (James Parrish), Lloyd Bochner (Philip Maxwell)

## The Curse of Aden
- Prima televisiva: 1º maggio 1959

### Trama
- Guest star:

## Dance Into Death
- Prima televisiva: 15 maggio 1959

### Trama
- Guest star: Tamara Geva (Natalia Cherkasov), Wood Romoff (Nicholas Reynaud), Philip Abbott (tenente Winslow), Martin Balsam, Morey Amsterdam (J.C. Smith)

## Body of the Crime
- Prima televisiva: 29 maggio 1959

### Trama
- Guest star: Gloria DeHaven, Ruth Warrick

## This Murder Comes to You Live
- Prima televisiva: 5 giugno 1959

### Trama
- Guest star: Buster Crabbe, Geraldine Fitzgerald, Ben Hecht